# 蒲燒
蒲燒是一种指切開魚并剔骨之後，淋上以酱油为主的甜辣佐料，串上竹籤去燒烤的日本料理方式。如果不淋上佐料燒烤的東西在日本稱為白燒（しらやき、Shirayaki）。
採用蒲燒的最常見食材是鰻魚，不過也有其他例如秋刀魚、繁星糯鰻、海鰻、泥鰍、彈塗魚、八目鰻等魚類。其中鰻魚或是秋刀魚的燒烤料理比較常見。甚至於秋刀魚也有烤魚串的罐頭在市面上販售。

## 由來

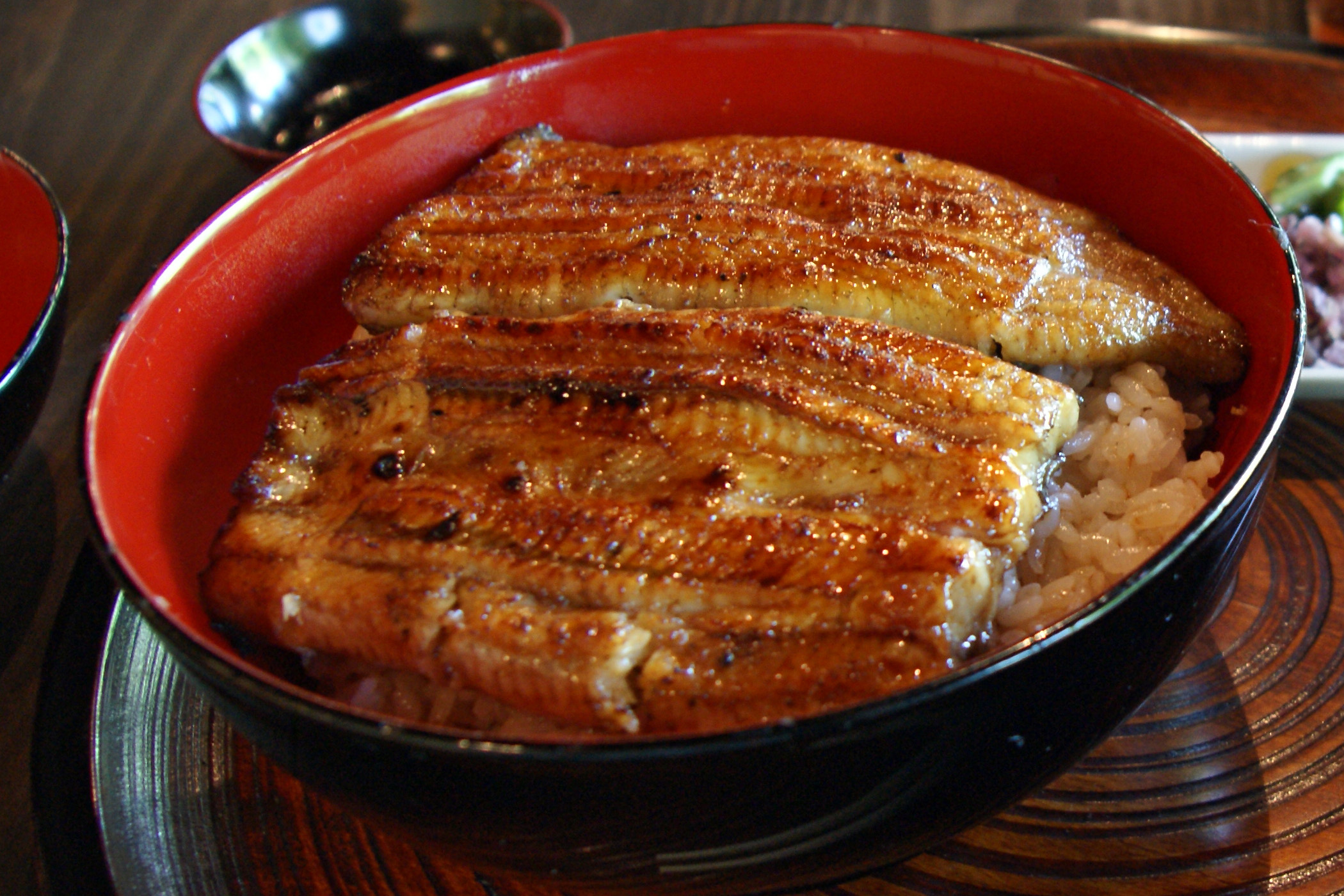
鰻魚蓋飯〈鰻丼〉

關於蒲燒的由來在日本有許多不同的說法，當中以作家三田村鳶魚提出的說法比較有名，並受到廣泛的認同：
江戶幕府成立的當時，在江戶城前有一片廣大平淺的濕地和海伸展著。因為要整備江戶的街道，所以各種各樣的土木工程都在這裡進行了。不過比較早期的填拓工程是現在的皇居外苑和馬場先門週邊的沼澤，這裡有許多鰻魚棲息。當時為了應付建築工程的眾多的工人，提供大量需要的食品供給，所以就有人捕捉沼澤的鰻魚，切成大塊狀串上竹籤後抹上燒烤醬，直接放置在攤子上等待出售。由於整個鰻魚並不切開，加上醬燒烤之後的型態，和香蒲的穗很相似，所以就稱為「蒲燒」。當時的唸法是Gamayaki（がまやき），發音經過歷代變化，成為現在的Kabayaki。雖然在當時脂肪多的鰻魚受到眾多勞動的工人所喜愛，不過其他人卻認為這是普通而且比較粗俗的食物。
到了江戶後期，開始有切開鰻魚去除骨頭的做法，同時先使用蒸的方式把多餘的脂肪燃燒，也開始普遍使用醬油和糖調和的東西來調味。而現今的蒲燒和當初的已經是完全不同，只有蒲燒這個名稱沿用至今。
日本江戶時代後有了「江戶前」（えどまえ）這個詞語，原本的定義就是指江戶城之前，大約是現在的羽田沖到江戶川河口一帶所捕的漁獲。例如常見的「江戶前壽司」，那就是指在這一帶所捕的魚所做的壽司，而江戶前蒲燒也是指由江戶城前面的沼澤中棲息的鰻魚所燒烤成的。不過目前這一帶已經沒有經營漁業，所以現代的江戶前已經擴大到整個東京灣之意。
另外，也有認為埼玉市的浦和是蒲燒發祥地的見解。

## 蒲燒鰻魚

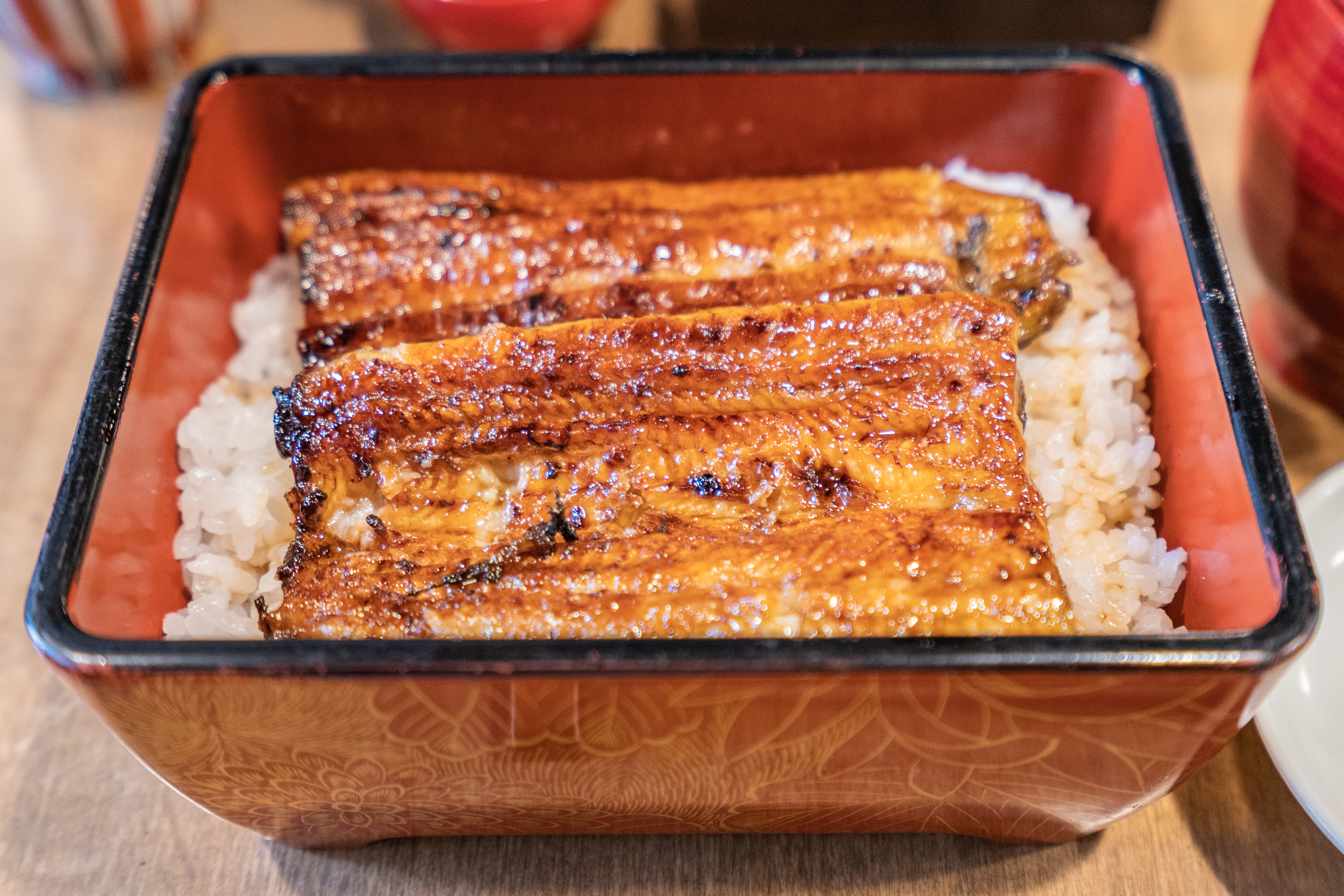
鰻魚盒飯〈鰻重〉

鰻魚蒲燒可以直接吃，通常也會直接放在飯上面，成為鰻魚飯等。鰻魚飯又有分鰻魚蓋飯（鰻丼、うなどん）和鰻魚盒飯（鰻重、うなじゅう）。無論是哪種吃法，一般都有撒上含中藥成份的花椒粉的習慣，認為那是可以增加口感、幫助消化的佐料（這是由日本關東開始的吃法）。
蒲燒的專賣店稱為「鰻屋」，出名的鰻屋日本隨處可見。每一家店的做法都不太一樣，有些是邊燒邊塗佐料，或者是開始時在頭部燒烤等，而且是秘傳的方式。持續能使用數十年的「佐料」，都會被認為是該店的主要財產，因此在日本有遇到災害抱著佐料的甕去避難的逸話和傳說。
日本關東和關西的調理方法各有不同：
- 關西的人在燒烤之前不會先使用蒸的方式，因為這個緣故，會使用體積較細、脂肪較少的鰻魚。做法是從比較好切的腹部切開，頭與尾連著從鰻魚的身體內部開始燒烤。和關東的調理方法比起來，關西燒烤出來的鰻魚比較香脆，而關東的比較柔軟。

- 關東的做法最主要不同的地方是在燒烤之前會先蒸過，也因為這個緣故口感會比較軟。因為蒸過後的鰻魚脂肪比較少，所以可以使用比較粗大的鰻魚做料理。切開的方式是由鰻魚的背部開始切。

另外有一個關於在不同部位切開鰻魚的說法：以商人為主的大阪，會選擇從容易切開的腹部入手；可是以武士為主的江戶有「切腹」這個忌諱，所以是由背部開始切割。另外一個說法是因為關東的蒲燒必須先蒸，如果從腹部開始切，蒸的時候鰻魚會因為太柔軟而從串刺脫離，所以才會從比較厚的背部切開。

## 蒲燒魚
在亞洲地區，鰻苗目前已難撈獲，而人工繁殖鰻魚窒礙難行，因此台灣有業者動到魚量多的幾種魚貝類的心思，也已開發成功。常用的有虱目魚、吳郭魚（台灣鯛）和虹鱒。

## 外部鏈接
- 臺灣魚類資料庫